# Emil Saidi Balikwisha
Emil Saidi Balikwisha, né le 05 mars 1989 à Butembo dans la province de Nord Kivu, est un homme politique congolais.
En janvier 2024, il est élu député provincial à l’Assemblée provinciale du Nord-Kivu dans le territoire de Beni et député national de la province du Nord-Kivu à l’Est de la RDC.

## Carrière politique

### Débuts
Sa carrière politique a débuté en tant que député provincial en 2018, où il s'est distingué par son engagement envers le développement local et la sécurité dans une région marquée par des défis importants, notamment les violences perpétrées par des groupes armés.

### Député national
En 2024, il est élu député national. Saidi Balikwisha est reconnu pour son discours appelant à un soutien des initiatives du Président Félix Tshisekedi, notamment sur les réformes pour la paix à Béni et l'amélioration des conditions de vie des populations locales. Il encourage une approche constructive pour répondre aux problèmes sécuritaires, souvent médiatisés de manière négative, et met l'accent sur les efforts des forces armées pour stabiliser la région.

## Engagement et militantisme
Saidi Balikwisha est connu pour son militantisme en faveur de la paix et du développement au Nord-Kivu, particulièrement dans les zones touchées par des conflits armés, comme Béni. Son engagement repose sur plusieurs axes principaux :
1. Soutien à la paix et à la sécurité : Balikwisha milite activement pour la stabilisation des régions affectées par les attaques de groupes armés, notamment les ADF. Il encourage la reconnaissance des efforts des forces armées congolaises (FARDC) et exhorte la population à éviter de diaboliser la situation sécuritaire, tout en insistant sur la nécessité d’une meilleure collaboration entre la population et les autorités[6].
2. Encouragement à l'unité nationale : Il soutient les réformes initiées par le Président Félix Tshisekedi, y compris la rupture avec des coalitions politiques qu’il juge inefficaces, comme le FCC. Balikwisha appelle les citoyens à s’unir derrière les initiatives gouvernementales pour favoriser le progrès et améliorer les conditions de vie dans les zones rurales et urbaines[7].
3. Promotion du développement local : Il est impliqué dans des projets visant à améliorer les infrastructures locales, les conditions de vie des agriculteurs et l’accès à l’éducation dans sa circonscription. Il exhorte les jeunes à jouer un rôle actif dans la construction d’un meilleur avenir pour leur communauté[8].
4. Soutien aux jeunes et leadership communautaire : Balikwisha est un modèle pour les jeunes de sa région. Il organise des rencontres avec ses partisans pour les motiver à adopter une approche patriotique et constructive face aux défis socio-économiques et sécuritaires[9].